# Kwintsheul
Kwintsheul est un village situé dans la commune néerlandaise de Westland, dans la province de la Hollande-Méridionale. Le 1er janvier 2008, le village comptait 3 600 habitants.

## Personnalités nées à Kwintsheul
- Willem van Kester (1906-1989), évêque et missionnaire au Congo